# 费利克斯·格林
费利克斯·格林（英語：Felix Greene，1909年5月21日—1985年6月15日），是一位英国记者，撰写了共产主义国家越南、古巴、中国、西藏相关文章。曾被《华尔街日报》指责刻意隐瞒中国发生饥荒的严重程度，因此被称为“同路人”。与作家格雷厄姆·格林为堂兄弟。

## 作品
- 《Awakened China: The Country Americans Don't Know. Garden City》（1961年）
- 《The Enemy: What Every American Should Know About Imperialism》（1971年）
- 《VIETNAM! VIETNAM!》（1966年）
- 《A Curtain of Ignorance》（1960年）
- 《The Wall Has Two Sides》（1963年）